# Lipotriches luridipes
Lipotriches luridipes är en biart som först beskrevs av Raymond Benoist 1964.  Lipotriches luridipes ingår i släktet Lipotriches och familjen vägbin. Inga underarter finns listade i Catalogue of Life.